# Semjon Rzjisjtjin
Semjon Ivanovitj Rzjisjtjin (ryska: Семен Иванович Ржищин), född 15 februari 1933 i Rjazan oblast, Sovjetunionen, död 27 december 1986, var en sovjetisk friidrottare.
Rzjisjtjin blev olympisk bronsmedaljör på 3 000 meter hinder vid sommarspelen 1960 i Rom.